# Élections législatives de 2007 en Haute-Normandie
Les élections législatives de 2007 en Haute-Normandie portent sur l'élection de cinq députés dans l'Eure et douze députés en Seine-Maritime.

## Eure

### 1recirconscription(ÉvreuxSud-Est)
- Bruno Le Maire - UMP (directeur de cabinet de Dominique de Villepin)
- Anne Mansouret - PRG
- Jacques Quirins - MNR
- Yoann Gontier - Génération Écologie
- Jacqueline Fihey - Les Verts (suppléant, Jean-Yves Guyomarch)
- Joël Hervieu - UDF-MoDem - conseiller général de Nonancourt
- Madeleine Masne - FN
- Louis Petiet - UMP dissident - conseiller général de Verneuil-sur-Avre
- Andrée Oger - PCF - conseiller général de Saint-André-de-l'Eure
- Marie-France Ordonez - LCR
- Corinne Roethlisberger - LO
- Pascale Canivenc - France en action
- Monique Darry - CPNT
- Cathy Hurdebourcq - MPF

### 2ecirconscription(ÉvreuxNord-Ouest)
- Jean-Pierre Nicolas - UMP (sortant) - maire d'Évreux
- Denis Guitton - UDF-MoDem - maire de Rugles
- Alfred Recours - PS
- Sylvain Bigaud - Verts (suppléant Jean-Marc Ferey)
- Yves Dupont - MNR
- Philippe Mathière - MPF
- Emmanuel Camoin - FN
- Sébastien Pasadovic - PT
- Rosine Lewi - LO
- Sophie Ozanne - LCR
- Valéry Beuriot - PCF
- Jean-Pierre Leloutre - France en action
- Corinne Volais - CPNT
- Corinne Gerbe - MHAN

### 3ecirconscription(Bernay)
- Hervé Morin - PSLE (sortant) - Ministre de la Défense, Président sortant du groupe UDF à l'Assemblée nationale, maire d'Épaignes
- Philippe Raviart - UDF-MoDem
- Nathalie Zanon - PS
- Francis Courel - PS dissident
- Régis Louvion - Verts
- Charles Rep - MNR
- Corinne Morin - PCF
- Philippe Pichon - LO
- Thierry Martin - LCR
- Marc Le Tanneur - FN
- Christiane Carvalho - CPNT
- Robin Branchu - France en action
- Carole Blampied - Génération écologie

### 4ecirconscription(Louviers)
- François Loncle - PS (sortant) - conseiller municipal de Louviers
- Franck Martin - PRG - maire de Louviers
- Bernard Leroy - PSLE - maire du Vaudreuil
- Françoise Miquel - UMP
- Bernard Frau - MoDem
- Gaëtan Bazire - Génération Écologie - conseiller municipal de Louviers
- Jérôme Bourlet de la Vallée - Les Verts
- Gaëtan Levitre - PCF - conseiller général de Pont-de-l'Arche, maire d'Alizay
- Sonia Richeton - FN - conseillère régionale
- Gisèle Lemoine - CPNT
- Chantal Barloy - MPF
- Isabelle Guerinet - MNR
- Vincent Joly - France en action
- Christophe Solal - LO
- Gérard Prévost - LCR

### 5ecirconscription(Vernon-Les Andelys)
- Catherine Picard - PS - conseillère régionale
- Véronique Jullien - Verts
- Marcel Larmanou - PCF - conseiller général et maire de Gisors
- Franck Langlois - UDF-MoDem - conseiller municipal de Lyons-la-Forêt
- Franck Gilard - UMP (sortant) - maire des Andelys
- Bernard Touchagues - FN
- Catherine Gibert - MPF
- Claude Bourgeois - LCR
- Patrice Parent - LO
- Nelly Cauchoix - MNR
- Joëlle Fontaine - MHAN

- Didier Tarte - France en action
- Annick Olivier - CPNT

## Seine-Maritime

### 1recirconscription(Rouen)
- Brigitte Brière : Debout la République
- Valérie Fourneyron - PS
- Bruno Devaux - UMP - Conseiller municipal de Rouen
- Catherine Salagnac - FN
- Jean-Michel Bérégovoy - Verts
- Gisèle Lapeyre - LO
- Hubert de Bailliencourt - MPF
- Hélène Klein - PCF
- Philippe Girardin - MNR
- Leïla Messaoudi - Gauche Révolutionnaire
- Pierre-Alexandre Besson - Div
- Yolande Hérédia - LCR
- Laure Leforestier - MoDem - Maire-adjoint de Rouen
- Catherine Dupel - Div

### 2ecirconscription(Mont-Saint-Aignan)
- Bernard Dujardin - MPF
- Claudine Duval - PCF
- Christelle Torre - LO
- François Zimeray - PS
- Anne Dauvergne - FN
- Martine Picart - Div
- Patricia Argentin - MNR
- Rachel Hébert Lafontaine - Gauche Alternative
- Christine Gauchet - LCR
- Stéphanie Taleb-Tranchard - Verts
- Françoise Guégot - UMP - Maire de Mont-Saint-Aignan
- Pascal Houbron - PSLE - Maire de Bihorel
- Evode Ermel - DVD

### 3ecirconscription(Sotteville-lès-Rouen)
- Pierre Bourguignon - PS (sortant) - Maire de Sotteville-lès-Rouen
- Catherine Tafforeau - UMP
- Hubert Wulfranc - PCF
- Gabriel Calippe - PT
- Daniel Dieudonné - LO
- Martine Cavelier - FN
- Jean-Pierre Girod - Verts
- Alain Fleau - Div
- Christine Poupin - LCR
- Josette Delaistre - MNR
- Eric Bellet - Div
- Thomas Marcy - MoDem
- Hafidh Bensifi - Gauche Alternative
- Karin Leroux - PSLE

### 4ecirconscription(Elbeuf)
- Laurent Fabius - PS (sortant)
- Patrice Dupray - PCF
- Pascal Le Manach - LO
- Régine Marre - MoDem
- William Prud'Homme - Div
- Philippe Bouguain - Div
- Jean-Luc Bigot - FN
- Marie-Hélène Roux - UMP - Maire-adjoint de Rouen
- Yvette Morin - MNR
- Francoise Lesconnec - Verts
- Zahia Aït Bachir - LCR
- Ginette Frau - DVE
- Julien Morin - PSLE

### 5ecirconscription(Maromme)
- Christophe Bouillon - PS - Maire de Canteleu
- Marie-Agnès Poussier-Winsback - UMP
- Alain Rivière - LO
- Marie-Claude Joly - FN
- Jacques Crevon - MNR
- Michel Lehoux - CPNT
- Aldo Cascella - LCR
- Boris Lecoeur - PCF - Maire de Maromme
- Samia Boukhalfa - MoDem
- Thierry Pien - PSLE
- Marie-Thérès Bonini - Div
- Jacques Carrier - MPF
- Claire Lutz - Verts

### 6ecirconscription(Lillebonne)
- Aquilino Morelle - PS
- Anita Dumaine - MoDem
- Jean-Paul Lecoq - PCF
- Olivia Lewi - LO
- Alain Herlin - FN
- Véronique Bréant - LCR
- Chantal Girardin - EXG
- Denis Merville - UMP (sortant)
- Paulette Argentin - MNR
- Michel Flambard - Verts
- Paul Dhaille - PRG
- Yann Regard - MPF
- Claude Tourneboeuf - Div
- Brigitte Bertois - CPNT

### 7ecirconscription(Le HavreSud)
- Christine Moreau - Mouvement républicain et citoyen (MRC)
- Jean-Yves Besselat - UMP (sortant)
- Edouard Argentin - PCF
- Justin Durel - Div
- Françoise Vallin - FN
- Sylvie Longuet - LO
- Laurent Logiou - PS
- François Leroux - LCR
- Annie Leroy - Verts
- Marc Migraine - MoDem
- Philippe Fouché-Saillenfest - MNR
- Guy Martinez - Div
- Stéphane Madelaine - DVE
- Sylvain Poirier - Alternative libérale

### 8ecirconscription(Le HavreNord)
- Agathe Cahière - UMP
- Jean-François Touzé - FN
- Sylviane Simon - Le Trèfle
- Daniel Paul - PCF (sortant)
- Abderrahmane Chakour-Djelthia - Div
- Frédéric Podguszer - LO
- Rodolphe Grosset - PSLE
- Gilles Houdouin - LCR
- Patrick Lefebvre - PT
- Florent Saint-Martin - MoDem
- Jean Denis Leuk - PRG
- Jérome Deschamps - Verts
- Éric Donfu - DVG
- Najwa Confaits el Ait - PS

### 9ecirconscription(Fécamp)
- Yves Texier - Mouvement républicain et citoyen (MRC)
- Daniel Duchemin - MoDem
- Daniel Fidelin - UMP (sortant)
- Frédéric Allais - LO
- Yves Robert - FN
- Véronique Blondel - PCF
- Cedric Lecarpentier - DVD
- Jean Vittrant - Verts
- Andréa Marie - MNR
- Estelle Grelier-Menanteau - PS
- Pierrette Lesueur - MEI
- Jairzino Festin - France en action
- Stéphanie Carton - CPNT
- François Racé - LCR

### 10ecirconscription(Yvetot)
- Denis Bernaville - MNR
- Simon Sulkowski - LO
- Jacques Rollet - MoDem
- Alfred Trassy-Paillogues - UMP (sortant)
- Jean Lebrun - FN
- Malka Kreizel-Debleds - Verts
- Gregoire Lemaistre - MPF
- Aimericque Deregnaucourt - LCR
- Aline Flaux - PCF
- Dominique Chauvel- PS
- Odile Legrand - Div
- Michel Lefèbvre - CPNT

### 11ecirconscription(Dieppe)
- Jean Bazin - UMP
- Sébastien Jumel - PCF
- Sandrine Hurel - PS
- Michelle Petiteville - LO
- Claude Delaporte - FN
- Blandine Lefèbvre - MoDem
- Karine Hué - MNR
- Olivier Poullet - PT
- Pascal Brisset - LCR
- Jean-Louis Boulan - Div
- Gilles Euzenat - Verts
- Christian De Courtivron - MPF
- Édouard Leveau - CNI (sortant)
- Marc Bouloché - CPNT

### 12ecirconscription(Gournay-en-Bray)
- Marie Le Vern - PS
- Jean-Luc Robin - LO
- Michel Lejeune - UMP (sortant)
- Carole Moreau - FN
- Eric Arnout - MoDem
- Jérome Huvey - Div
- Monique Forest - MNR
- Igor Deperraz - PRG
- Isabelle Ducellier-Deschamps - Verts
- Anne-Marie Leconte - PCF
- Sylvie Blanckaert - LCR
- Dominique Le Bonhomme - MPF
- Franck Carton - CPNT
- Christine Frau - DVE

## Liens
Liste des candidats en Seine-Maritime : http://blog.communes76.com/index.php?2007/05/19/439-tous-les-candidats-aux-legislatives-2007-en-seine-maritime